# Loble
Loble Lig-lemu, o Lillemu (? – 1565?) Lonko militar mapuche del siglo XVI. Fue un vice-toqui mapuche, del grupo de los Moluche del norte del río Bío Bío, que lideró la segunda gran rebelión mapuche durante la Guerra de Arauco.
Tras una breve batalla, Loble venció en el valle del río Itata a las tropas del capitán Francisco de Vaca, quien venía con refuerzos desde Santiago. Después de que Millalelmo emboscara a los refuerzos españoles comandados por Juan Pérez de Zurita procedentes de Angol, los mapuches lograron cortar la ayuda exterior por tierra a la ciudad y la guarnición de Concepción.
Gran estratega, ocupó el segundo lugar en el escalafón militar por detrás del toqui Antigüeñu. Atravesó el Bío Bío, persiguiendo a las fuerzas del gobernador Pedro de Villagra, que lo habían atacado por sorpresa. Llegó hasta Concepción y, con el apoyo de grupos Promaucaes, acometió un largo asedio que se prolongó por dos meses, a finales de 1563 e inicios de 1564.
Millalelmo y Loble sitiaron Concepción con 20.000 hombres, en febrero de 1564. El sitio duró hasta fines de marzo, cuando dos barcos llegaron al puerto abasteciendo a la ciudad, lo que permitió que los españoles en Concepción resistiesen durante más tiempo el sitio, sin embargo los mapuches, no pudieron cortar el nexo que abastecía a la ciudad por mar, y Villagra pudo construir dos fuerte en ella. Mientras, los mapuche habían agotado las fuentes locales de alimentos y tenían dificultades para mantener su gran fuerza. Con el comienzo de la temporada de la cosecha y enterados de la derrota en la batalla de Angol, los mapuches temían que sus familias pudieran morir de hambre o que sus casas indefensas fueran atacadas desde Angol o Santiago, por lo que decidieron levantar el asedio sobre Concepción el 1 de abril, dispersándose a sus hogares durante el invierno.
El gobernador Pedro de Villagra abandonó Santiago a mediados de enero de 1565 con 150 hombres y 800 indios auxiliares, marchando al sur hacia el río Maule. Además, el Capitán Juan Jufré utilizó la estrategia de atacar las tierras de los Promaucaes, que, al enterarse de tal hecho, decidieron retornar. Por ello, los mapuches tuvieron que retirarse. Durante los siete meses que Villagra estuvo en Santiago, Loble había construido un resistente pucará a orillas del río Perquilauquén, bloqueando el camino que iba hacia Concepción pero en la Segunda Batalla de Reinohuelén Villagra rápidamente lo tomó y derrotó al ejército mapuche que lo sostenía. Poco después, Loble llevaba refuerzos al pucará, pero como no sabía de la derrota de su ejército, fue emboscado, derrotado y capturado en Tolmillán. En los siguientes meses Villagra pondría fin a la rebelión mapuche del norte del Bío Bío.